# 일본 추리 서스펜스 대상
일본 추리 서스펜스 대상(일본어: 日本推理サスペンス大賞 니혼 스이리 사스펜스 타이쇼[*])은 1988년부터 1994년에 걸쳐 닛폰 TV 주최, 신초샤 협력에 의해 이루어진 일본의 공모 신인 문학상이다. 대상 수상 작품은 소설신초에 전문 게재되었다. 1996년부터는 신초샤 주최 신초 미스터리 클럽 상을 실시하였다.